# Gumberta Pichler
Gumberta Pichler SSpS (* 30. August 1911 in Waidhofen an der Ybbs, Niederösterreich; † 15. März 1945 in Santo Tomas (Batangas), Philippinen) war eine österreichische Steyler Missionsschwester und Märtyrin.

## Leben
Maria Pichler, ältestes von 4 Kindern eines Holzarbeiters, besuchte die Volksschule in Konradsheim. Sie trat am 19. Oktober 1932 im Alter von 21 Jahren in Stockerau in das Kloster St. Koloman der Steyler Missionsschwestern ein und begann am 6. Juli 1933 das Noviziat unter dem Ordensnamen Gumberta (nach Gumbert von Ansbach). 1935 legte sie ihre Zeitlichen Gelübde ab. Nach einer Ausbildung als Kindergärtnerin reiste sie am 23. August 1938 in die Philippinen-Mission nach Manila und legte dort am 8. Mai 1941 ihre Ewigen Gelübde ab. Aus Gesundheitsgründen kam sie in die Missionsstation Baguio. Im Zuge der Rückeroberung der von den Japanern besetzten Philippinen wurde sie am 15. März 1945 südlich Manila in Santo Tomas, wohin man sich schutzsuchend zurückgezogen hatte, zusammen mit 14 Mitschwestern Opfer eines amerikanischen Bombenangriffs.

## Gedenken
Die Römisch-katholische Kirche in Deutschland hat Schwester Gumberta Pichler als Märtyrin in das deutsche Martyrologium des 20. Jahrhunderts aufgenommen.